# Чака (округ Левіце)
Чака (словац. Čaka) — село, громада округу Левіце, Нітранський край. Кадастрова площа громади — 9.07 км².
Населення 733 особи (станом на 31 грудня 2018 року).

## Історія
Чака згадується 1287 року.

## Географія
Протікає Дєдінський потік.

## Населення
| Рік:            | 1994. | 2004.    | 2014.    | 2024.   |
| --------------- | ----- | -------- | -------- | ------- |
| Кількість осіб: | 974   | 870      | 773      | 707     |
| Різниця:        |       | -10,67 % | -11,14 % | -8,53 % |

| Рік:            | 2023. | 2024.   |
| --------------- | ----- | ------- |
| Кількість осіб: | 720   | 707     |
| Різниця:        |       | -1,80 % |